# Гантерсвил (језеро)
Гантерсвил (језеро) (енгл. Lake Guntersville) је вештачко језеро у Сједињеним Америчким Државама. Налази се на територији америчких савезних држава Alabama, Тенеси. Површина језера износи 280 km².